# Acoyapa
Acoyapa – miasto w Nikaragui, w departamencie Chontales.